# Isole Vergini Americane ai XVI Giochi olimpici invernali
Le Isole Vergini Americane parteciparono ai XVI Giochi olimpici invernali, svoltisi ad Albertville, Francia, dall'8 al 23 febbraio 1992, con una delegazione di 12 atleti impegnati in tre discipline.